# Symfonie nr. 16 (Weinberg)
Mieczysław Weinberg voltooide zijn Symfonie nr. 16 in 1981.
Het werk ging in première tijdens een muziekfestival voor moderne muziek in Moskou in herfst 1982. De uitvoerenden waren het Symfonieorkest van de Moskouse philharmonische vereniging onder leiding van Pavel Kogan. De symfonie maakte destijds grote indruk in de Sovjet-Unie, doch kon dat niet lang vasthouden. Ze verdween in de vergetelheid. De muziek is doorgecomponeerd, het is een eendelige symfonie. Er zijn gedurende het 30 minuten durende werk wel tempowisselingen, zij worden aangegeven door het aantal maatslagen per minuut, zonder verdere aanduiding: 63-200-104-60-72-108-92-78-78-44-184-80-44-54. De symfonie kent een sonatevormachtige opbouw met een dreigend begin (strijkers en pauken) een uitstervend coda als slot. Deze instrumentale symfonie is geschreven voor een gemiddeld groot symfonieorkest met een iets groter percussiegedeelte en piano.
Nr. 1 · Nr. 2 · Nr. 3 · Nr. 4 · Nr. 5 · Nr. 6 · Nr. 7 · Nr. 8 · Nr. 9 · Nr. 10 · Nr. 11 · Nr. 12 · Nr. 13 · Nr. 14 · Nr. 15 · Nr. 16 · Nr. 17 · Nr. 18 · Nr. 19 · Nr. 20 · Nr. 21 · Nr. 22